# بیست و پنجمین دوره جوایز اسکار
بیست و پنجمین دوره مراسم اعطای جوایز اسکار (انگلیسی: 25th Academy Awards) در روز ۱۹ مارس ۱۹۵۳ در تئاتر پنتیجز (هالیوود), هالیوود، لس‌آنجلس و NBC International Theatre نیویورک برگزار گردد و برای اولین بار این مراسم از تلویزیون پخش شد. در این مراسم بهترین فیلم‌های سال ۱۹۵۲ جهان به انتخاب آکادمی علوم و هنرهای تصاویر متحرک جایزه گرفتند.

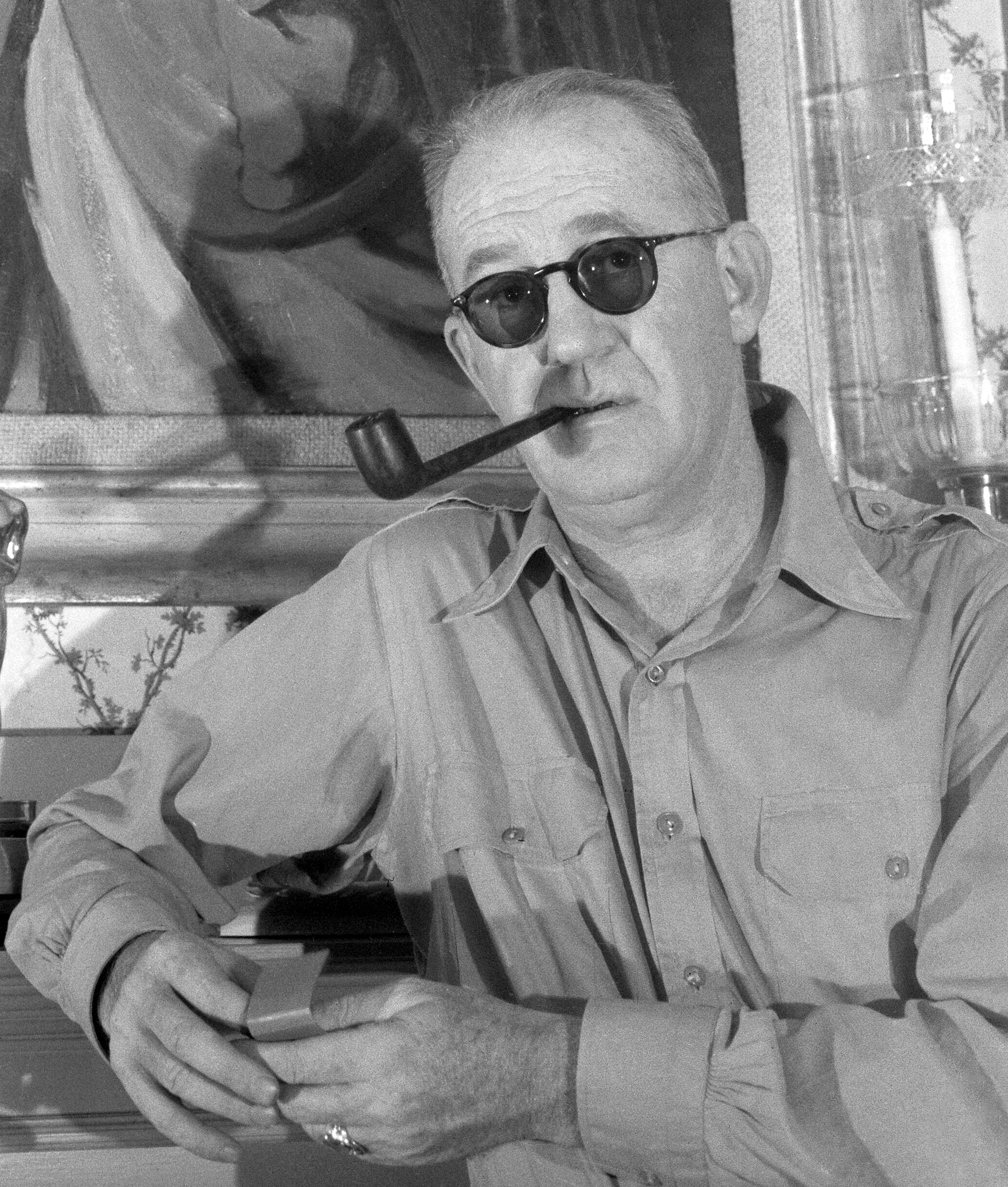
بهترین کارگردانی: جان فورد

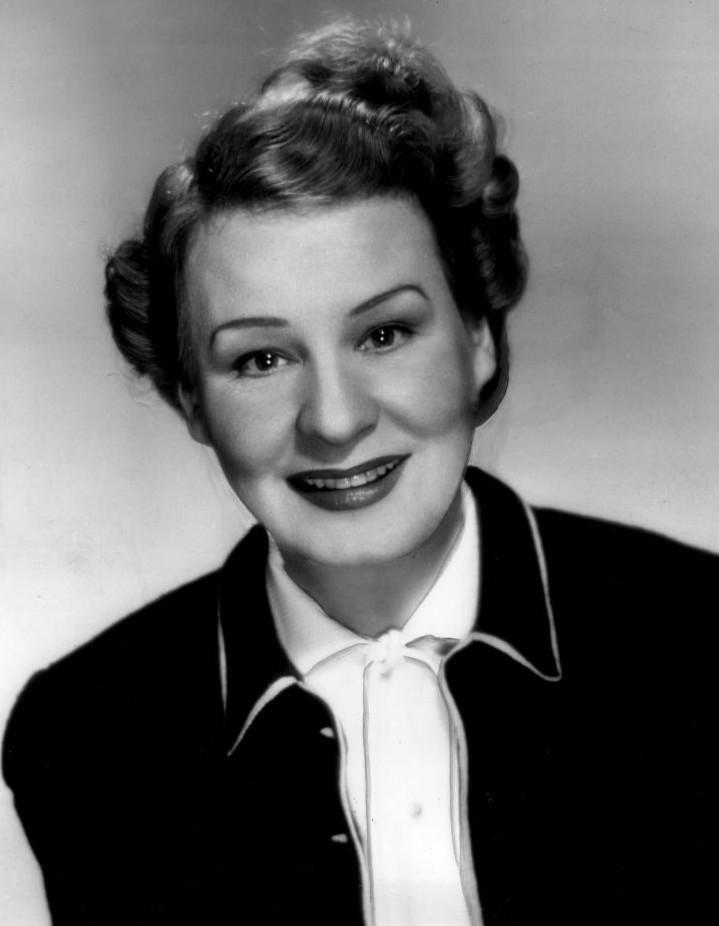
بهترین بازیگر زن: شرلی بوت

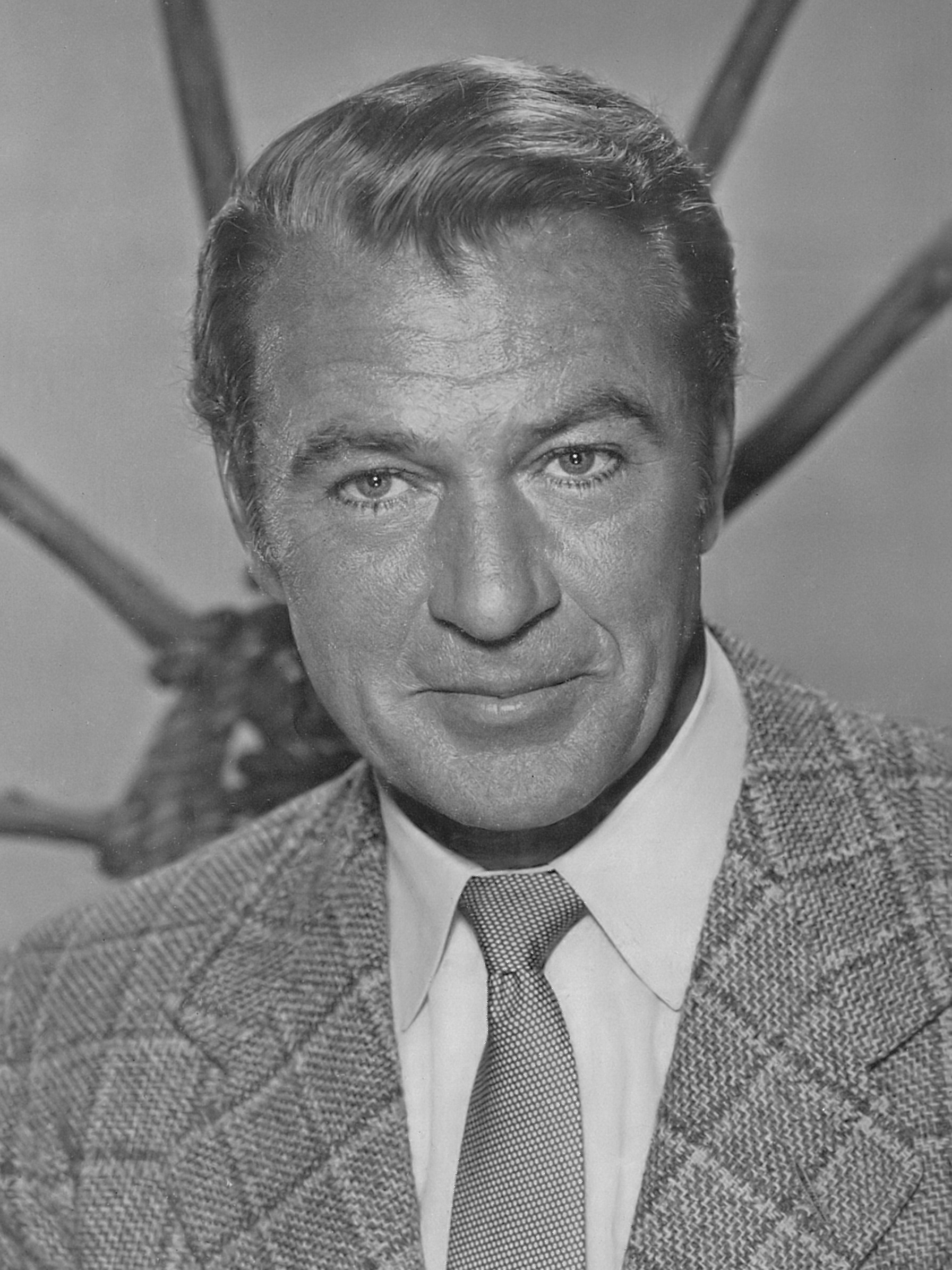
بهترین بازیگر مرد:‌ گری کوپر

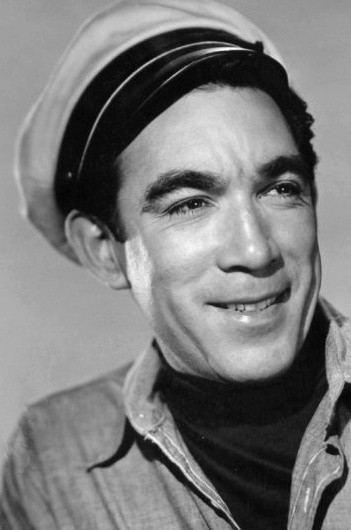
بهترین بازیگر نقش مکمل مرد: آنتونی کویین

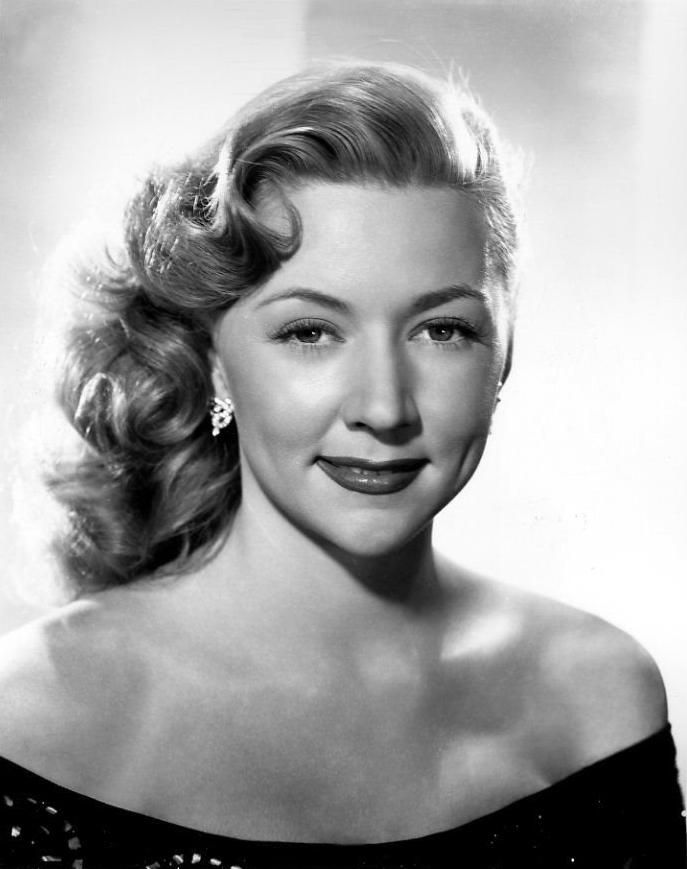
بهترین بازیگر نقش مکمل زن: گلوریا گراهام

باب هوپ (هالیوود), کنراد نیگل (ام سی) و فردریک مارچ (نیویورک سیتی) مجریان این مراسم بود.

## جوایز
| جایزه اسکار بهترین فیلم | جایزه اسکار بهترین کارگردانی |
| --- | --- |
| - سیسیل بی. دومیل برای پارامونت پیکچرز – بزرگترین نمایش روی زمین - استنلی کریمر برای یونایتد آرتیستس – نیمروز - پندورا اس. برمن برای مترو گلدوین مایر – آیوانهو - جان هیوستون برای یونایتد آرتیستس – مولن روژ - جان فورد و مریان کوپر برای رپابلیک پیکچرز – مرد آرام | - جان فورد – مرد آرام - سیسیل بی. دومیل – بزرگترین نمایش روی زمین - جان هیوستون – مولن روژ - جوزف ال. منکیه‌ویچ – ۵ انگشت - فرد زینمان – نیمروز |
| جایزه اسکار بهترین بازیگر نقش اول مرد | جایزه اسکار بهترین بازیگر نقش اول زن |
| - گری کوپر – نیمروز - مارلون براندو – زنده‌باد زاپاتا! - کرک داگلاس – بد و زیبا - خوزه فرر – مولن روژ - الک گینس – تبهکاران لاوندر هیل | - شرلی بوت – برگرد، شبای کوچک - جوآن کراوفورد – ترس ناگهانی - بت دیویس – ستاره - جولی هریس – The Member of the Wedding - سوزان هیوارد – با یک ترانه در قلب من |
| جایزه اسکار بهترین بازیگر نقش مکمل مرد | جایزه اسکار بهترین بازیگر نقش مکمل زن |
| - آنتونی کوئین – زنده‌باد زاپاتا! - ریچارد برتون – دختر عموی من ریچل - آرتور هانیکات – آسمان بزرگ (فیلم) - ویکتور مک‌لاگلن – مرد آرام - جک پالانس – ترس ناگهانی | - گلوریا گراهام – بد و زیبا - جین هیگن – آواز در باران - کولت مرشان – مولن روژ - تری مور (بازیگر) – برگرد، شبای کوچک - تلما ریتر – با یک ترانه در قلب من |
| جایزه اسکار بهترین فیلم‌نامه اقتباسی | جایزه اسکار بهترین فیلم‌نامه غیراقتباسی |
| - بد و زیبا – چارلز شنی - ۵ انگشت – مایکل ویلسون (نویسنده) - نیمروز – کارل فورمن - مردی به لباس سفید – Roger MacDougall, John Dighton و الکساندر ماکندریک - مرد آرام – Frank S. Nugent | - تبهکاران لاوندر هیل – تی. ئی. بی. کلارک - The Atomic City – سیدنی بوم - دیوار صوتی – ترنس رتیگان - پت و مایک – روث گوردون و گارسون کنین - زنده‌باد زاپاتا! – جان استاین‌بک |
| Best Story | جایزه اسکار بهترین پویانمایی کوتاه |
| - بزرگترین نمایش روی زمین – Fredric M. Frank, Theodore St. John and Frank Cavett - پسرم جان – لئو مک‌کری - The Narrow Margin – Martin Goldsmith and Jack Leonard - The Pride of St. Louis – Guy Trosper - تک‌تیرانداز – Edna Anhalt و ادوارد آنهالت | - Johann Mouse - Little Johnny Jet - Madeline - Pink and Blue Blues - The Romance of Transportation in Canada |
| Best Documentary Feature | Best Documentary Short |
| - دریای پیرامون ما - The Hoaxters - Navajo | - همسایه‌ها - Devil Take Us - The Garden Spider - Man Alive! |
| جایزه اسکار بهترین فیلم کوتاه | جایزه اسکار بهترین فیلم کوتاه |
| - Light in the Window - Athletes of the Saddle - Desert Killer - همسایه‌ها - Royal Scotland | - Water Birds - Bridge of Time - Devil Take Us - Thar She Blows! |
| جایزه اسکار بهترین موسیقی فیلم | جایزه اسکار بهترین موسیقی فیلم |
| - نیمروز – دیمیتری تیومکین - آیوانهو – میکلوش روژا - The Miracle of Our Lady of Fatima – ماکس اشتاینر - دزدی – هرشل برک گیلبرت - زنده‌باد زاپاتا! – الکس نورث | - با یک ترانه در قلب من – آلفرد نیومن - هانس کریستین اندرسن – والتر شارف - خواننده جاز – ری هایندورف و ماکس اشتاینر - The Medium – جان کارلو منوتی - آواز در باران – لنی هیتون |
| جایزه اسکار بهترین ترانه | Best Sound Recording |
| - "High Noon" from نیمروز – Music by دیمیتری تیومکین; Lyric by ند واشینگتن - "Am I in Love" from Son of Paleface – Music and Lyric by Jack Brooks - "Because You're Mine" from چون برای منی – Music by نیکلاس برودسکی; Lyric by سمی کان - "Thumbelina" from هانس کریستین اندرسن – Music and Lyric by فرانک لسر - "Zing a Little Zong" from فقط برای تو – Music by هری وارن; Lyric by لئو رابین                                                                                      | - دیوار صوتی – لندن فیلمز - ورق – استودیوهای فیلم‌سازی پاین‌وود - هانس کریستین اندرسن – گوردون ای سایر، Samuel Goldwyn Studio Sound Department - مرد آرام – رپابلیک پیکچرز; Daniel J. Bloomberg - با یک ترانه در قلب من – فاکس قرن بیستم; Thomas T. Moulton |
| جایزه اسکار بهترین طراحی صحنه | جایزه اسکار بهترین طراحی صحنه |
| - بد و زیبا – Art Direction: سدریک گیبنز و Edward Carfagno; Set Decoration: Edwin B. Willis و Keogh Gleason - کری – Art Direction: Hal Pereira و رولند اندرسون; Set Decoration: Emile Kuri - دختر عموی من ریچل – Art Direction: Lyle Wheeler و John DeCuir; Set Decoration: Walter M. Scott - راشومون – Art Direction: سو ماتسویاما; Set Decoration: H. Motsumoto - زنده‌باد زاپاتا! – Art Direction: Lyle Wheeler و Leland Fuller; Set Decoration: Thomas Little و Claude Carpenter | - مولن روژ – Art Direction: Paul Sheriff; Set Decoration: مارسل ورتس - هانس کریستین اندرسن – Art Direction: Richard Day و Antoni Clavé; Set Decoration: Howard Bristol - The Merry Widow – Art Direction: سدریک گیبنز و Paul Groesse; Set Decoration: Edwin B. Willis و Arthur Krams - مرد آرام – Art Direction: Frank Hotaling; Set Decoration: John McCarthy, Jr. و Charles Thompson - برف‌های کلیمانجارو – Art Direction: Lyle Wheeler و John DeCuir; Set Decoration: Thomas Little و Paul S. Fox |
| جایزه اسکار بهترین فیلمبرداری | جایزه اسکار بهترین فیلمبرداری |
| - بد و زیبا – رابرت ال. سرتیس - آسمان بزرگ (فیلم) – راسل هارلن - دختر عموی من ریچل – جوزف لاشل - Navajo – ویرجیل میلر - ترس ناگهانی – چارلز لنگ | - مرد آرام – وینتون هاچ و آرچی استات - هانس کریستین اندرسن – هری استردلینگ - آیوانهو – فردی یانگ - Million Dollar Mermaid – جرج جی. فالسی - برف‌های کلیمانجارو – لئون شامروی |
| جایزه اسکار بهترین طراحی لباس | جایزه اسکار بهترین طراحی لباس |
| - بد و زیبا – هلن رز - ماجراجویی در ترینیداد – ژان لوئی - کری – ادیت هد - دختر عموی من ریچل – شارل لوماری و دوروتی جیکنس - ترس ناگهانی – Sheila O'Brien | - مولن روژ – مارسل ورتس - بزرگترین نمایش روی زمین – ادیت هد، دوروتی جیکنس و Miles White - هانس کریستین اندرسن – Antoni Clavé, مری والیس و باربارا کارینسکا - The Merry Widow – هلن رز و گایل استیل - با یک ترانه در قلب من – شارل لوماری |
| جایزه اسکار بهترین تدوین | جایزه اسکار بهترین جلوه‌های تصویری |
| - نیمروز – المو ویلیامز و هری دابلیو. گرستاد - برگرد، شبای کوچک – وارن لو - Flat Top – William Austin - بزرگترین نمایش روی زمین – آن بوچنز - مولن روژ – رالف کمپلن | - Plymouth Adventure |